# Kręgowce
Kręgowce (Vertebrata, od łac. vertebra – kręg) – najliczniejszy podtyp strunowców (Chordata), mocno zróżnicowany morfologicznie; obejmujący kręgouste, „ryby”, płazy, gady, ptaki i ssaki. Dotychczas opisano około 58 000 gatunków kręgowców, co stanowi około 5% opisanych gatunków zwierząt. Wielkość współcześnie żyjących kręgowców waha się od 7,7 mm u żab Paedophryne amauensis do 33,9 m u płetwala błękitnego.

Cechują się obecnością tkanki kostnej, mają dwuboczną symetrię ciała z dobrze wyodrębnioną głową. Szkielet wewnętrzny stanowi podporę dla tkanek i narządów w trakcie rozwoju, umożliwiając osiąganie dużych rozmiarów. Charakterystyczną cechą kręgowców jest posiadanie czaszki oraz dwóch par kończyn. Układ mięśniowy składa się z dwóch mas mięśni położonych równolegle po bokach kręgosłupa. Ruch odbywa się dzięki skurczom mięśni, przyczepionych do kości lub chrząstek.
Kręgowce zamieszkują najróżniejsze środowiska, występują na wszystkich kontynentach i oceanach. Liczne gatunki żyją w środowiskach synantropijnych, na których zwierzęta mają bezpośredni kontakt z działalnością człowieka (pola, sady, miasta).

## Ewolucja
Pierwsze kręgowce pojawiły się na Ziemi około 525 mln lat temu, podczas okresu zwanego eksplozją kambryjską i wywodzą się z wczesnych bezczaszkowców. Cechami świadczącym o ich bliskim pokrewieństwie z kręgowcami są m.in.: podział ciała na miomery (segmenty mięśniowe), grzbietowe położenie szkieletu osiowego oraz grzbietowe położenie ośrodkowego układu nerwowego. Za najwcześniejszego kręgowca uważa się myllokunmingię. Innym wczesnym kręgowcem jest haikouichthys, który również żył w okresie kambru.
W wyniku wykształcenia szczęk, które powstały z pierwszego łuku skrzelowego w ordowiku pojawiły się żuchwowce, a stały się one powszechne w dewonie (okres często zwany erą ryb). Dwie grupy ryb kostnoszkieletowych: promieniopłetwe i mięśniopłetwe stały się dominującymi gromadami w tamtym okresie. Również w dewonie nastąpiło wymieranie większości grup bezżuchwowców, z wyjątkiem minogów oraz śluzawic, które przetrwały do dziś. Około 370 mln lat temu pojawiły się pierwsze kręgowce lądowe w dewonie, i były to pierwsze prymitywne płazy – labiryntodonty. Pod koniec syluru w morzach dominowały ryby pancerne, które również wymarły w dewonie.
Pierwsze owodniowce – gady powstały w karbonie, dzięki wykształceniu błon płodowych uniezależniły swój rozród od środowiska wodnego. Dwie gromady gadów anapsydy oraz synapsydy były dominującą grupą zwierząt lądowych pod koniec ery paleozoicznej, diapsydy stały się dominującą grupą w mezozoiku. Ptaki pojawiły się około 150 mln lat temu i wywodzą się z teropodów. W permie rozwinęła się grupa terapsydów (rząd synapsydów), która dała początek ssakom.

## Budowa

### Szkielet
Szkielet wewnętrzny kręgowców zbudowany jest z tkanki łącznej chrzęstnej, kostnej lub obu tych tkanek. Dodatkowo chrzęstny szkielet wzmocniony jest kolagenem. Z wyjątkiem prymitywnych form w jego skład wchodzi: czaszka, kręgosłup (tworzą szkielet osiowy), pas barkowy, pas miednicowy oraz kości kończyn (które mogą ulegać redukcji np. u węży i wielorybów). Szkielet osiowy rozwija się ze struny grzbietowej, która u form dorosłych przekształca się w kręgosłup chrzęstny lub kostny. U ryb i płazów występuje ona jeszcze między kręgami, natomiast u pozostałych gromad już tylko w stadium zarodkowym. Czaszka kręgowców, zlokalizowana jest na przednim końcu kręgosłupa; służy ona do ochrony mózgu oraz narządów zmysłów zlokalizowanych w jej obrębie (węch, wzrok oraz równoważno-słuchowy). Oprócz mózgoczaszki w skład czaszki wchodzi również trzewioczaszka, która podpiera skrzela, jak również szczęki. Trzewioczaszka powstaje z pierwszego łuku skrzelowego szczęki górnej i żuchwy. Czaszka z kręgosłupem połączona jest jednym lub dwoma kłykciami potylicznymi, natomiast u ryb występuje nieruchome połączenie. U poszczególnych gromad zróżnicowana jest liczba odcinków kręgosłupa. U ryb występują dwa odcinki (tułowiowy, ogonowy), natomiast cztery odcinki występują u płazów (szyjny, tułowiowy, krzyżowy, ogonowy), gadów (szyjny, piersiowo-lędźwiowy, krzyżowy, ogonowy) i ptaków (szyjny, piersiowy, lędźwiowo-krzyżowy, ogonowy); u ssaków kręgosłup złożony jest z pięciu odcinków (szyjny, piersiowy, lędźwiowy, krzyżowy, ogonowy). Żebra występują u wszystkich gromad, prócz płazów; natomiast u gadów, ptaków i ssaków wraz z mostkiem tworzą klatkę piersiową.

### Pokrywa ciała

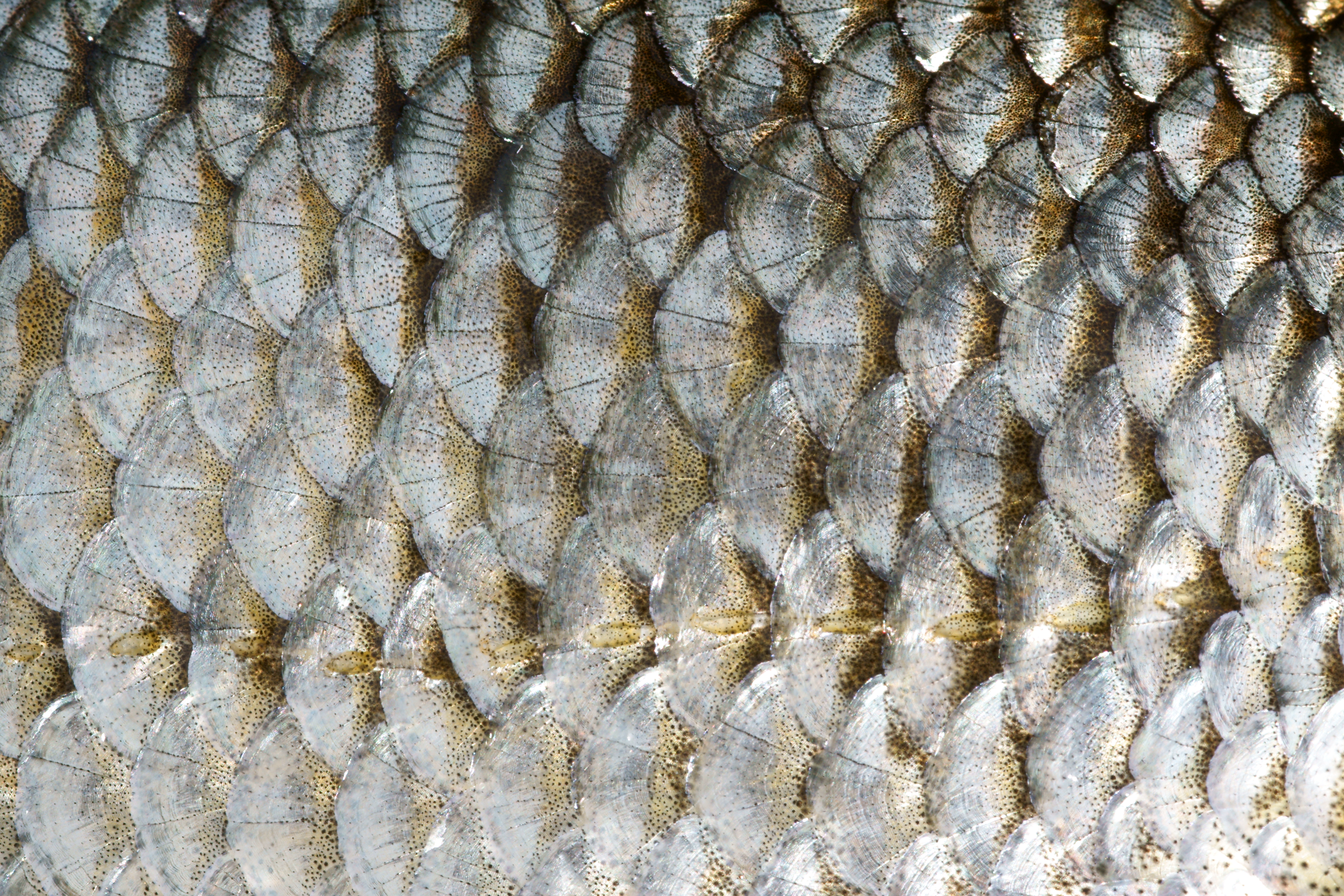
Łuski płotki.

Zewnętrzną pokrywę ciała kręgowców stanowi skóra, która jest zbudowana z dwóch warstw: skóry właściwej oraz pokrywającego ją naskórka. Skóra pełni wiele ważnych funkcji dla organizmu m.in.: termoreguluje, izoluje, chroni przed urazami mechanicznymi i chemicznymi oraz zapobiega utracie lub napływowi wody. Ważnymi funkcjami są również: maskowanie zwierząt w środowisku, odstraszanie napastników oraz wabienie osobników przeciwnej płci. W skórze właściwej występują przede wszystkim włókna łączno-tkankowe, nieliczne komórki oraz naczynia krwionośne; natomiast w naskórku zlokalizowane są głównie komórki nabłonkowe. Obie warstwy skóry połączone są płaskimi powierzchniami. Tylko u ssaków występują brodawki, które wystają ze skóry właściwej i wnikają do naskórka wzmacniając połączenie obu warstw ze sobą. Głębsza część skóry odznacza się luźniejszą budową i przyrasta do przylegających mięśni lub kości szkieletu. Naskórek powstaje z ektodermy, która obrasta powierzchnie całego zarodka. Pierwotnie naskórek jest jednowarstwowym nabłonkiem, zbudowanym z komórek kubicznych. Podział tych komórek następuje bardzo wcześnie, w wyniku tego zaczynają układać się warstwami jedna na drugiej i powstaje nabłonek wielowarstwowy. W naskórku występują gruczoły jedno- lub wielokomórkowe. Pierwsze charakterystyczne są dla wszystkich kręgoustych, ryb oraz dla kijanek płazów; drugie zaś występują u śluzic, płazów przeobrażonych i owodniowców. U ryb o łuskach uwstecznionych (np. piskorz, węgorz) gruczoły jednokomórkowe tworzą zwartą warstwę, u innych natomiast są w nabłonku luźno rozproszone. Gruczoły te występują w dwóch formach: jako śluzowe (obniża tarcie o wodę oraz chroni skore przed drobnoustrojami) i surowicze (występują okresowo u prawie wszystkich zarodków ryb jako tzw. gruczoły lęgowe). Kijanki płazów ogoniastych i beznogich posiadają w nabłonku gruczołu zwane komórkami Leydiga. Podczas przeobrażenia gruczoły te zanikają, natomiast występują u aksolotla w trakcie okresu rozrodu. W skórze niektórych ryb spodoustych (skrzydlak) i kostnoszkieletowych (ostrosz), występują skupienia gruczołów jednokomórkowych w obecności kolców. Gruczoły wielokomórkowe występują w skórze płazów w postaci kulistych lub workowatych pęcherzyków. Powstają one jeszcze u kijanek w zakorku i obsuwają się do skóry właściwej. U płazów występują gruczoły śluzowe oraz jadowe (gruczoły ziarniste). Skórne gruczoły wielokomórkowe posiadają komórki wydzielnicze ułożone w jednej warstwie (płazy i niektóre ssaki) lub w kilku warstwach (pozostałe czworonogi). W przeciwieństwie do płazów gruczoły skórne prawie całkowicie zanikają u gadów, a wiąże się to z silnym zrogowaceniem i stwardnieniem naskórka. Proces ten chroni je przed nadmierną utratą wody z organizmu. Nieliczne gruczoły występują w określonych miejscach ciała u jaszczurek, żółwi i krokodyli. Gruczoły te mają związek przede wszystkim z rozmnażaniem się tych zwierząt. Dwa rodzaje gruczołów skórnych występują u ptaków, pierwszy kuprowy – występuje u wszystkich przedstawicieli tej gromady (oprócz strusi i dropiów), zlokalizowany jest ponad nasadą ogona i służy do natłuszczania piór i ich ochrony przed zmoczeniem. Ponadto zawarty ergosterol pod wpływem promieni ultrafioletowych zamienia się w witaminę D. Drugi gruczoł położony jest w zewnętrznym przewodzie słuchowym i występuje tylko u niektórych gatunków kuraków (np. bażanty, kury) w postaci wałkowatych zgrubień i wytwarza woskowinę, która zapobiega wyschnięciu i chroni przed owadami. Brak innych gruczołów skórnych spowodowany jest niezbyt mocnym zrogowaceniem naskórka i z obecnością piór. Spośród wszystkich kręgowców ssaki dysponują najbardziej urozmaiconym systemem gruczołów skórnych. U ssaków gruczoły dzielą się na dwie grupy. Pierwsze zwane polyptychiczne (złożone z kilku warstw komórek wydzielniczych) oraz monoptychiczne (zbudowane z jednej warstwy komórek). Wśród gruczołów występujących u tej gromady można wymienić: łojowe (nie występuje u ssaków nieowłosionych np. walenie, syreny), potowe (silnie zredukowane u ssaków drapieżnych, np. pies w celu regulacji temperatury zastępczo wyparowuje z płuc i gruczołów ślinowych odpowiednia ilość cieczy z organizmu, natomiast u ptaków, które pozbawione są gruczołów potowych, parowanie odbywa się w workach powietrznych połączonych z płucami), wonne i mleczne. Wśród wytworów skóry kręgowców można wymienić wiele różnych tworów rogowych: łuski (występują u gadów, ryb, na nogach ptaków), jak również pióra, włosy, pazury, paznokcie, opuszki, kopyta, dzioby, rogi, sierść (u niektórych ssaków sierść została uwsteczniona i występują tylko w okresie zarodkowym, np. u waleni lub występuje w postaci pojedynczych włosów na niektórych obszarach skóry) i narządy świetlne (występują u około 250 gatunków ryb morskich, głównie kostnoszkieletowych).
Zrogowacenie naskórka u kręgowców jest powszechne, chociaż występuje w różnym stopniu. Zrogowacenie może ograniczać się wyłącznie do małych części ciała lub tworzyć warstwę całego naskórka. Grubość naskórka waha się w granicach od jednokomórkowej do warstwy o grubości kilku milimetrów. Pełne zrogowacenie naskórka występuje u owodniowców, u których również warstwa ta jest martwa; dzięki temu możliwy jest ich pobyt w środowisku lądowym. Naskórek zrogowaciały u płazów podlega złuszczaniu małymi płatami u form bezogonowych, a w znacznie większym stopniu lub w całości u ogoniastych. W skórze owodniowców występuje silna warstwa zrogowaciała wodoodpornego naskórka. Ich stopień zrogowacenia rośnie od warstw dolnych do powierzchniowych. Zewnętrzne warstwa złuszcza się okresowo; u gadów ten proces zachodzi w jednym czasie. Pod starą zrogowaciałą warstwą rogowacieje nowa, między obiema warstwami powstaje wąska szczelina (w warstwie wylinkowej). Pozwala ona gadom na zrzucenie wylinki z całego ciała lub jak w przypadku krokodyli – na zrzucanie kolejnych małych płytek naskórkowych. U ptaków i ssaków proces ten zachodzi cały czas; komórki warstwy rozrodczej dzielą się stale i przesuwają się ku zewnętrznej warstwie, gdzie zachodzi ich złuszczanie.
Barwa zewnętrznej powierzchni ciała zależy od barwników zawartych w żyłach lub martwych komórkach naskórka, bądź od budowy naskórka i jego wytworów.

### Układ pokarmowy i wydalniczy
Układ pokarmowy kręgowców złożony jest z przewodu pokarmowego oraz z otworu gębowego i najczęściej kończy się kloaką (wspólne ujście układu trawiennego, rozrodczego i moczowego) oraz z dodatkowych gruczołów wspomagających trawienie (np. wątroba, trzustka, ślinianki). W przewodzie pokarmowym można wyróżnić następujące elementy:
- jama gębowa lub gardziel (u kręgowców wodnych przebita jest przez szczeliny skrzelowe),
- przełyk,
- żołądek (u ptaków występuje dodatkowo wole, które umożliwia magazynowanie pokarmu),
- jelito cienkie (w dwunastnicy uchodzą kanały gruczołów trawiennych: trzustki i wątroby; ponadto w tej części jelita dochodzi do trawienia i wchłaniania substancji odżywczych),
- jelito grube (dochodzi w nim do odzyskiwania wody z treści pokarmowej),
- odbytnica,
- kloaka lub odbyt.

Ściany przewodu pokarmowego zbudowane są z dwóch warstw mięśni gładkich: okrężnej i podłużnej. Od wewnątrz pokryty jest nabłonkiem. Wnętrze przewodu pokarmowego jest pofałdowane, dzięki czemu zwiększa się jego powierzchnia czynna. Prymitywne kręgowce odżywiają się pokarmem płynnym, odfiltrowując pokarm w gardzieli. Również kręgowce, które prowadzą pasożytniczy tryb życia, pobierają głównie pokarm w postaci płynnej lub zjadają fragmenty tkanek miękkich wysysanych z ciała ofiary. U kręgowców wyższych jama gębowa wyposażona jest w szczęki i zęby, które umożliwiają pobieranie stałego pokarmu.
Narząd wydalniczy kręgowców stanowią parzyste nerki, które zbudowane są z nefronów. Nefronami spływa mocz pierwotny, zawierający wodę i różne substancje drobnocząsteczkowe, które przeniknęły z krwi przez ścianki naczyń krwionośnych (tworzą one tzw. kłębuszek nerkowy). Mocz pierwotny ulega dalszym przemianom, w wyniku których odzyskiwane są substancje. W ostateczności mocz zawiera jedynie główne produkty odpadowe metabolizmu; w szczególności produkty rozpadu związków azotowych. U kręgowców wyróżnia się dwa typy nerek: pranercza (występują u ryb i płazów, u niektórych owodniowców funkcjonując w okresie zarodkowym), oraz nerki ostateczne, inaczej nazywane zanerczami (u owodniowców). Rolę wydalniczą pełnią: kloaka, cewka moczowa, gruczoły solne (występują u gadów i ptaków morskich), u ryb amoniak może być usuwany również przez skrzela.

### Układ oddechowy

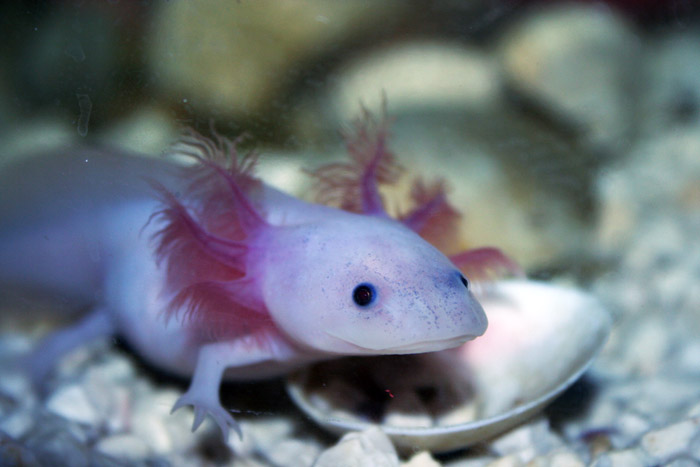
Skrzela zewnętrzne u aksolotla.

Początkowym narządem wymiany gazowej kręgowców są skrzela, które składają się z licznych blaszek skrzelowych rozmieszczonych w gardzieli. Skrzela wsparte są na łukach skrzelowych, między którymi zlokalizowane są szczeliny skrzelowe. Zwykle występują w postaci pięciu par (u niektórych gatunków występuje od 6 do 7 par). W procesie dalszego rozwoju pierwszy łuk skrzelowy przekształca się w łuk szczękowy; drugi łuk – gnykowy, który pierwotnie wspiera łuk żuchwowy wypycha go ku przodowi (np. u rekinów). Kość gnykowo-żuchwowa, podwieszająca szczęki pod mózgoczaszką, staje się kostką słuchową. Pierwsza szpara skrzelowa (tryskawka) u kręgowców lądowych zarasta błoną bębenkową. Dolna część łuku gnykowego trafia do krtani jako kość gnykowa. Zawiązki struktur skrzeli występują u zarodków wszystkich kręgowców. Skrzela występują u kręgowców trwale związanych ze środowiskiem wodnym oraz u larw niektórych kręgowców dwuśrodowiskowych. Skrzela mogą występować jako wewnętrzne lub zewnętrzne (rozbudowane, delikatne wyrostki ciała); skrzela zewnętrzne bardzo często funkcjonują jako organ tymczasowy, którego funkcje są przejmowane przez skrzela wewnętrzne lub rozwijające się wewnątrz ciała płuca.
Płuca stanowią główny narząd oddechowy kręgowców lądowych, są one silnie ukrwione. Powstały one z parzystego pęcherza pławnego, który u ryb pełnił funkcje narządu hydrostatycznego. U płazów występują dwa cienkościenne workowate płuca, dodatkowo oddychają przez skórę i błonę śluzową jamy gębowej. U pozostałych grup kręgowców następuje zwiększenie powierzchni oddechowej. Płuca gadów ulegają sfałdowaniu, tzw. płuca gąbczaste przez co zwiększa się powierzchnia oddechowa, u ptaków dodatkowo występuje dziewięć cienkościennych worków powietrznych, dzięki którym możliwe jest podwójne oddychanie. Płuca ssaków posiadają budowę pęcherzykowatą, które stanowią olbrzymią powierzchnię oddechową.
Wentylacja układu oddechowego u kręgowców wodnych odbywa się poprzez ruchy pokryw skrzelowych lub wieczka skrzelowego; natomiast u kręgowców lądowych wentylacja płuc możliwa jest dzięki pompie gardzielowej u płazów oraz poprzez ruchy klatki piersiowej u pozostałych gromad. Dodatkowo u ptaków wentylacja zachodzi poprzez ruch skrzydeł w czasie lotu, a u ssaków przez skurcze przepony.

### Układ krążenia
Układ krwionośny kręgowców jest zamknięty. Barwa krwi jest czerwona dzięki barwnikowi oddechowemu – hemoglobinie, która zawarta jest w erytrocytach. Krew tłoczona jest przez skurcze mięśni ścian serca, położonego tuż za skrzelami lub pomiędzy płucami po brzusznej stronie. Serce zbudowane jest z jednego lub dwóch przedsionków i komory. U kręgowców lądowych występują dwa przedsionki w związku z wyodrębnieniem obiegu płucnego, a dodatkowo u ptaków i ssaków występują dwie komory. W sercu zlokalizowane są zastawki, które zapobiegają cofaniu się krwi. U bezżuchwowców i ryb występuje jeden obieg krwi, u pierwszej gromady serce jest trzyczęściowe (zatoka żylna, przedsionek i komora) i jednoprzepływowe, w którym przepływa krew odtleniona; u ryb serce zbudowane jest z czterech pęcherzy (zatoka żylna, przedsionek, komora i stożek tętniczy). U pozostałych gromad obserwujemy dwa obiegi krwi duży i mały (zwany również płucnym) dodatkowo u płazów występuje krążenie skórne. Serce płazów jest trzydziałowe (dwa przedsionki, komora oraz zatoka żylna), w komorze występują fałdy utrudniające mieszanie się krwi (u płazów ogoniastych występuje przegroda przedsionków niezupełna); również serce gadów jest trzydziałowe, w którym występuje przegroda międzykomorowa niecałkowita (u krokodyli całkowita) i dwa łuki aorty, zatoka żylna u tej gromady jest zredukowana. Serce ptaków i ssaków jest czteroczęściowe, w przeciwieństwie do pozostałych grup występują u nich przegrody całkowite pomiędzy komorami. U ptaków można zaobserwować szczątkową zatokę żylną oraz zachowany prawy łuk aorty; u ssaków zachowany jest lewy łuk aorty, a zatoka żylna nie występuje. Dodatkowo u kręgowców występuje krążenie wrotne, który przekazuje substancje z układu pokarmowego do wątroby. Oprócz serca w skład układu krwionośnego wchodzą: tętnice, żyły, naczynia włosowate, naczynia limfatyczne i krążące w nich płyny.

### Układ nerwowy
Układ nerwowy kręgowców złożony jest z ośrodkowego układu nerwowego, w skład którego wchodzi mózgowie (otoczone mózgoczaszką), rdzeń kręgowy i obwodowy układ nerwowy. Główne jego elementy rozwinęły się z leżącej po stronie grzbietowej cewki nerwowej. Ośrodkowy układ nerwowy przebiega wzdłuż struny grzbietowej po jej stronie grzbietowej (u kręgowców wyższych w kanale rdzeniowym kręgosłupa). Podczas okresu rozwoju zarodkowego przednia część cewki nerwowej zaczyna się poszerzać i dzielić na trzy pęcherzyki. Dalszy podział skrajnych pęcherzyków doprowadza do powstania pięciu pęcherzyków, a ściany w dalszym rozwoju zaczynają się różnicować, a ich światło się zwęża. Przedni pęcherzyk stanowi kresomózgowie, a kolejnymi są międzymózgowie, śródmózgowie, tyłomózgowie (móżdżek) i rdzeniomózgowie (rdzeń przedłużony). Kresomózgowie u wczesnych kręgowców pełniło funkcje ośrodka węchu, w trakcie ich ewolucji przekształciło się w główny ośrodek odbierania impulsów zmysłowych, ośrodek koordynacji ruchowej oraz stanowi główny ośrodek kojarzeniowy. Tyłomózgowie najlepiej zostało rozwinięte u grup o znacznej sprawności ruchowej czyli u ptaków i ssaków; stanowi ono ośrodek koordynacji ruchowej i regulacji napięcia mięśni szkieletowych. W obrębie czaszki z przedniego odcinka ośrodkowego układu nerwowego odchodzą parzyste nerwy czaszkowe (od 7 do 12 par) głównie do narządów zmysłu i mięśni głowy; następnie kolejne parzyste nerwy rdzeniowe odchodzą od rdzenia kręgowego. Rdzeń kręgowy ciągnie się od podstawy czaszki do końca tułowia, oddając w równych odstępach pary nerwów do skóry, mięśni i narządów wewnętrznych.
W trakcie ewolucji poszczególnych grup kręgowców rozmiary mózgu ulęgały znacznemu zwiększeniu w stosunku do wielkości ciała przez rozwój stref kojarzeniowych, pozwalających na znacznie zintensyfikowaną wymianę informacji pomiędzy poszczególnymi częściami mózgu.

## Rozmnażanie
Większość kręgowców to zwierzęta rozdzielnopłciowe, u których narządy rozrodcze składają się z gruczołów męskich (jądra) i żeńskich (jajniki). U ryb i płazów występuje zapłodnienie zewnętrzne, które związane jest ze znoszeniem nieoskorupionych jaj w galaretowatych osłonkach wprost do wody (ikra, skrzek). W przypadku kręgowców lądowych dochodzi do zapłodnienia wewnętrznego w ciele organizmu samicy; również u żyworodnych ryb z karpieńcokształtnych dochodzi do zapłodnienia wewnętrznego. Największe jaja wśród kręgowców składane są przez ryby z rodziny Isuridae, osiągają one wielkość 22 cm. Ponadto u kręgowców lądowych wykształciły się błony płodowe, które całkowicie uniezależniły swój rozród od środowiska wodnego. Bardzo rzadko u tej grupy występuje hermafrodytyzm (np. u ryb z rodziny strzępielowatych) i partenogeneza.

## Tradycyjny podział systematyczny
Przedstawicielami żuchwowców są:
- płazy (Amphibia),
- gady (Reptilia),
- ptaki (Aves),
- ssaki (Mammalia)
- ryby (Pisces).

Przedstawicielami bezżuchwowców są:
- kostnopancerne (Osteostraci),
- anaspidy (Anaspida),
- heterostraki (Heterostraci),
- śluzice (Myxini),
- minogi (Cephalaspidomorphi).

Przedstawicielami konodontów są:
- protokonodonty(inne języki) (Protoconodonta),
- parakonodonty(inne języki) (Paraconodonta),
- eukonodonty(inne języki) (Euconodonta).

## Drzewo filogenetyczne
- Konodonty (Conodonta), żyjące od kambru do triasu, które jednak przez niektórych są wyłączane poza grupę kręgowców;
- śluzice (Myxinida), współczesną grupę, której zapis kopalny sięga karbonu;
- heterostraci, żyjące od ordowiku do dewonu;
- anaspida, sylur – dewon;
- minogi (Petromyzontida), żyjące od karbonu do dziś;
- kostnopancerne (Osteostraci), sylur – dewon;
- szczękowce (Gnathostomata), należą tu także ludzie; znane od syluru.

Szczękowce dzieli się na:
- plakodermy (Placodermi), dewon – karbon,
- chrzęstnoszkieletowe (Chondrichthyes),
- akantody (Acanthodii) sylur – perm,
- kostnoszkieletowe, jedną z grup kostnoszkieletowych są czworonogi (Tetrapoda).